# Steve Burtt (basket-ball, 1984)
Pour les articles homonymes, voir Steve Burtt et Burtt.
Steven P. « Steve » Burtt Jr., né le 7 mars 1984 à New York, est un joueur américano-ukrainien de basket-ball. Il joue au poste d'arrière.
C'est le fils de Steve Burtt. Il joue pour l'équipe nationale ukrainienne.